# Quartana (Volumenmaß)
Die Quartana, auch Quartiera, war ein italienisches Volumenmaß für Flüssigkeiten und Getreide. Es war für Wein, Branntwein und Öl gleich und auf der Insel Sardinien gültig. Als Gewicht entsprach das Maß etwa 10 Pfund (sard.).
Man teilte es in 12 Quartucci oder 60 Pinte oder 120 Mezzetto ein.
- 1 Quartucci = 17,64 Pariser Kubikzoll = 0,35 Liter (= 16,9 Pariser Kubikzoll = ⅓ Liter)[1]
- 1 Quartana = 211,7 Pariser Kubikzoll = 4,2 Liter

Als Ölmaß war das Maß von der Barile/Fass abgeleitet und
- 1 Barile = 2 Giarri = 8 Quartane = 96 Quartucci = 192 Misure/Maaß = 33,6 Liter

Das Getreidemaß war
- 1 Quartana = 12 Quartucci = 202 ¾ Pariser Kubikzoll = 4 Liter